# Джордж Юханссон
Нільс Георг Раймонд Юханссон (Йоганссон) (нар. 23 квітня 1946, Стокгольм, Швеція) — шведський автор дитячих і юнацьких книг, як правило, про технології або наукову фантастику, журналіст технічних та автоспортивних журналів. У 1962 році Юханссон допоміг відкрити журнал Bilsport. Серед іншого, він працював головним редактором у Teknikens värld.

## Творчість
Юханссон долучався до виробництва комп'ютерних ігор, аудіокниг та короткометражних анімаційних фільмів з персонажем дитячих книг Мулле Мекком. Назву Мулле Мекк також мала виставка року в Юнібаккені у 2002—2003 роках. Виставка продовжилася в музеї Гелсінгланда в Гудіксваллі. Мулле Мекк також має столярну майстерню для дітей на семінарі старих ремесел Нее у Лерумі. Гра на компакт-диску Будівництво будинку з Мулле Меком 2003 року отримала Болонську премію нових медіа.
Його твори Відрив від Землі та Загибель комп'ютерів були поширені у формі радіотеатру. Серіал Доля всесвіту через Daniel Lehto ABс тав рольовою грою. З 2019 року книги перевидаються. Третя частина серії «Загибель комп'ютерів» вважається першим шведським романом про кіберпанк.
У Йоханссон є син Ерік Юханссон, який працює актором.